# Liberi...liberi
Liberi...Liberi è un video dvd del cantante italiano Vasco Rossi, pubblicato nel 1991 ed estratto dall'album Liberi liberi.

## Descrizione
Il singolo è stato pubblicato nel 1991 in 45 giri e CD single, mentre una edizione promozionale del 7" era già stata pubblicata nel 1989. Il DVD comprende il video della canzone e il backstage relativo.
Il video del singolo vede Vasco Rossi entrare in una torre dove lavorano persone bendate. Una volta salito in cima scorge una ragazza e la libera dalla sua benda; inoltre getta via tutte le altre bende che trova. Ma poi si sveglia constatando che è solo un sogno; però la ragazza esiste veramente e sta abbandonando la torre. Vasco la raggiunge giusto in tempo per vedere la torre che inizia a crollare.
Alla fine se ne vanno liberi liberi, allontanandosi dalla torre con i suoi occupanti ancora tutti bendati.

## Tracce
7"
1. Liberi... liberi – 3:59
2. Ormai è tardi – 3:23

Durata totale: 7:22
CD single
1. Liberi... liberi (Radio Version) – 3:59
2. Ormai è tardi – 3:23
3. Liberi... liberi – 6:09
4. Deviazioni (Live) – 3:28

Durata totale: 16:59